# 八木一郎 (政治家)

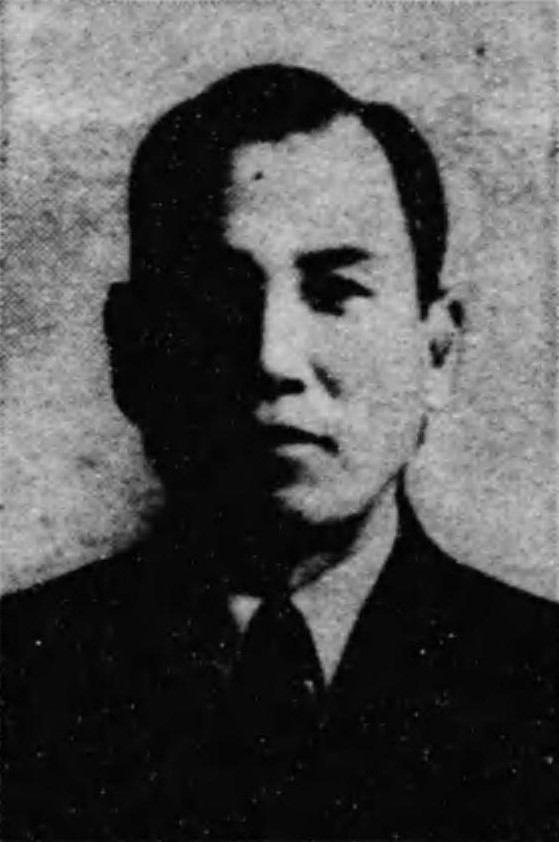
八木一郎

八木 一郎（やぎ いちろう、1901年7月23日 - 1990年2月25日）は、日本の農林技官、政治家。参議院議員（4期）、衆議院議員（5期）。

## 経歴
愛知県渥美郡高師村藤並（現豊橋市藤並町）に八木用作の長男として生まれる
1923年（大正12年）3月東京高等蚕糸学校卒業。農林技官として東京府、愛知県、農林省、興亜院、大東亜省に勤め、1946年（昭和21年）退官。
1947年の第23回衆議院議員総選挙愛知5区に民主党から出馬し、初当選、5期務める。内閣委員長、1957年の第1次岸内閣農林政務次官を歴任。1960年の第29回衆議院議員総選挙で落選。
1963年の参議院に鞍替え出馬して、杉浦武雄死去に伴う第6回参議院議員通常選挙愛知県選挙区補欠選挙で初当選。以降4期務め、商工委員長、外務委員長、予算委員長を歴任。
1972年秋の叙勲で勲一等瑞宝章受章（勲四等からの昇叙）。
1984年春の叙勲で勲一等旭日大綬章受章。同年の第13回参議院議員通常選挙に出馬せず、政界引退。参議院時代は豊川用水土地改良区理事、全国養蚕農協連合会顧問、全国農業共済組合顧問などを務めた。
1990年2月25日死去、88歳。死没日をもって正五位から正三位に叙される。